# X the Ball starring Mimo-Man
X the Ball starring Mimo-Man, mais conhecido como X the Ball, é um Jogo eletrônico de quebra-cabeça com a temática do futebol lançado pela desenvolvera britânica de jogos Rareware para arcades em 1993, sendo o primeiro game desta produtora lançado para este console.
Neste jogo, o player vê uma fotografia de uma partida de futebol e, por análise detalhada da visão dos jogadores, tem que adivinhar onde que está a bola. É considerado uma versão de futebol do game Where in the World Is Carmen Sandiego? Com uma ficha, o player tem direito a 5 palpites. De acordo com o aumento da pontuação do player, ele terá direito a mais palpites por vez.
Apesar de o game permanecer até hoje obscuro para muitos jogadores, o mascote do game, chamado Mimo-Man, é um dos mais conhecidos e carismáticos da Rare Ltd.